# The Slits
A The Slits 1976-tól 2010-ig működő brit punkzenekar volt. Londonban alakult; tagjai: Ari Up, Palmolive, Suzy Gutsy, Kate Korus, Tessa Pollitt, Viv Albertine, Budgie, Bruce Smith, Hollie Cook, Michelle Hill, NO, Anna Schulte és Adele Wilson. Az együttes a post-punk, világzene és dub műfajokban játszott, utolsó albumukon pedig post-punkot és punk rockot játszottak. Pályafutásuk alatt négy nagylemezt jelentettek meg. Először 1976-tól 1982-ig működtek, majd 2005-től 2010-ig, ekkor véglegesen feloszlottak. A Slits nagyon népszerű, híres és kultikus zenekarnak számít a punk színtéren.

## Diszkográfia

### Stúdióalbumok
- Cut (1979)
- The Slits/Bootleg Retrospective/Untitled (1980)
- Return of the Giant Slits (1981)
- Trapped Animal (2009)